# Gare de Nagykanizsa
La gare de Nagykanizsa (en hongrois : Nagykanizsa vasútállomás) est une halte ferroviaire hongroise, située à Nagykanizsa.